# Pittstown (New York)
Pittstown est une ville du comté de Rensselaer, dans l'État de New York, aux États-Unis,.

## Démographie
Lors du recensement de 2010, la ville comptait une population de 5 735 habitants, tandis qu'en 2016, elle est estimée à 5 674 habitants.